# Masallata
Masallata (arab. مسلاتة, Masallātah) – miasto w północno-zachodniej Libii, w gminie Al-Marakib. W 2004 roku liczyło blisko 24 tys. mieszkańców. Dawniej miejscowość stanowiła ważne centrum studiów islamskich. Miasto znane jest również z hodowli drzew oliwkowych i produkcji oliwy z oliwek. Wraz z miastem Tarhuna, dało nazwę byłej libijskiej gminie Tarhuna wa-Masalata, funkcjonującej w latach 2001-2007.